# Metabelba propexa
Metabelba propexa är en kvalsterart som först beskrevs av Kulczynski 1902.  Metabelba propexa ingår i släktet Metabelba och familjen Damaeidae. Inga underarter finns listade i Catalogue of Life.